# Леонтий Бенуа
Леонтий Бенуа (рус. Бенуа, Леонтий Николаевич) е руски архитект. Произхожда от род на художници и изкуствоведи. Баща му Николай Бенуа е също известен архитект, автор на сградата на придворните конюшни в Петергоф.
Роден е на 23 август 1856 година в град Петерхоф близо до Санкт Петербург. Завършва своето висше образование в Императорската художествена академия (1875 – 1879) със златен медал. Бенуа сключва брак с М. А. Сапожникова.

## Академична кариера
Леотний започва да работи в класове в училището на Дружеството за насърчаване на изкуствата. Няколко години след това, той води занятия по архитектурен дизайн в Института на строителните инженери (1884 – 1892 и 1920 – 1927). Два пъти заема поста ректор във Висшето художествено училище към Художествената академия (1903 – 1906 и 1911 – 1917). Професор в Художествената академия от 1892 г., професор в Свободните художествени ателиета от 1918 г. Награден е с императорски медал.

## Кариера като архитект
Леонтий Бенуа е автор на над 50 сгради, главно построени в построил Санкт Петербург. Някои от тях са сградата на Института по акушерство и гинекология на Василиевския остров, църква в Ковенския път, крилото на Бенуа на Руския музей, също и гробницата на Великото херцогство в Петропавловската крепост, Пеещия параклис на река Мойка.
През 1921 г. Л. Н. Беноа е арестуван по делото за „Петроградската военна организация на В. Н. Таганцев“. Шест месеца по-късно е освободен от затвора. Архитектът умира на 8 февруари 1928 г.